# Đổng Triều
Đổng Triều (tiếng Trung: 董朝; bính âm: Dong Chao), không rõ tên tự, là quan viên Đông Ngô thời Tam Quốc trong lịch sử Trung Quốc.

## Cuộc đời
Không rõ quê quán, hành trạng ban đầu của Đổng Triều. Năm 258, quyền thần Tôn Lâm phế bỏ Ngô Phế đế Tôn Lượng, phái Tông chính Tôn Khải cùng Trung thư lang Đổng Triều nghênh Lang Gia vương Tôn Hưu về Kiến Nghiệp để kế vị. Tôn Hưu đăng cơ, tức Ngô Cảnh đế, phong Đổng Triều tước Hương hầu.
Năm 264, Ngô Mạt đế Tôn Hạo kế vị, Đổng Triều được Hạo sủng ái. Năm 269, Triều được phong Trung thư lệnh.
Năm 271, Tư không Mạnh Nhân chết, Đổng Triều kế nhiệm, sau kiêm Tư đồ.
Năm 276, ở huyện Dương Tiện xảy ra động đất, trên núi Ly Mặc xuất hiện nhà đá hơn mười trượng, lại có đá lớn nhô lên. Tôn Hạo cho rằng đấy là điềm lành, phái Tư không Đổng Triều cùng Thái thường Chu Xử đến để chuẩn bị phong thiện. Tôn Hạo phong thiện ở trên núi, đổi tên núi là Quốc Sơn, cho người khắc văn bia. Các đại thần đi theo có Thừa tướng Hứa Duyện, Thái úy Hoằng Cầu, Đại tư không Đổng Triều,...
Không rõ Đổng Triều mất năm nào.

## Trong văn hóa
Trong tiểu thuyết Tam quốc diễn nghĩa của La Quán Trung, Đổng Triều xuất hiện ở hồi 113, giữ chức Trung thư lang. Tôn Lâm phế truất Tôn Lượng, phái Tông chính Tôn Khải, Trung thư lang Đổng Triều đến Hổ Lâm rước Lang Gia vương Tôn Hưu về lập làm vua. Trên đường qua Khúc A, có ông lão tên Can Hưu nói: Xin bệ hạ nhanh cho, nếu chậm chạp thì việc sinh biến mất. Tôn Hưu nhanh chóng đến kinh đô, được Tôn Lâm đưa lên ngôi, đại xá thiên hạ.